# Метростанция „Бели Дунав“
Метростанция „Бели Дунав“ е станция от линия М2 на Софийското метро. Тя е въведена в експлоатация на 31 август 2012 г.

## Местоположение
Метростанцията се намира под бул. „Ломско шосе“ на кръстовището с ул. „Бели Дунав“ между жилищните комплекси „Връбница 1“, „Връбница 2“, „Надежда 3“ и „Надежда 4“. Станцията има един вестибюл, излизащ в четириклонен подлез с по един вход/изход до всеки ъгъл на кръствището.
| № | Име на вход/изход | Достъпност          |
| - | ----------------- | ------------------- |
| 1 | ж.к. Връбница 1   | ескалатор, асансьор |
| 2 | ж.к. Връбница 2   | ескалатор, асансьор |
| 3 | ж.к. Надежда 4    | ескалатор           |
| 4 | ж.к. Надежда 3    | ескалатор           |

## Архитектурно оформление
Метростанцията е подземна, със странични перони, едноотворна с плосък покрив. Дължината ѝ е 136,55 m, а височината 14,55 m. В по-голямата си част пероните са с ширина 4,2 m. Над перонната зала и върху тунела от двете страни на станцията е разположен и подземен буферен паркинг.
Подът на метростанцията е застлан с матирани плочки от гранитогрес в 3 нюанса на бежово, преплитащи се с фини шарки със съседните по тоналност полета и ленти от плочки, напръскани с фини мозаечни петна от зелено, които се разположени композиционно под зоните с меките дъговидни пластики в таваните. Цветното и обемно решение на пероните е организирано по напречната страна, като с това зониране се оформят и различни пластични връзки на третирането на стените и таваните – прави участъци с хоризонтално разположени касетирани шарки с бежов, матирано сив и огледален алукобонд и извивки от бежов и зелен алукобонд. По стените са оформени зони с вертикални цели плочи от гранитогрес в преливащи нюанси на бежово, с негативно разположен перваз към пода от лента от зелен гранитогрес. В горната зона близо до тавана се образува ивица от светеща със скрито осветление лента от опалов плексиглас, на който е апликиран мотив от изрязана от зелен алукобонд стилизирана гора с клони. Цветовите зони в стените са отделени вертикално от пиластри от колони, облицовани с полиран гранит. Вестибюлът и входовете са застлани от естествен златист гранит.
Архитекти: Ирена Дерлипанска и Борис Седмаков.

## Връзки с градския транспорт

### Автобусни линии
Метростанция „Бели Дунав“ се обслужва от 3 автобусни линии от дневния градски транспорт и 1 линия от нощния транспорт:
- Автобусни линии от дневния транспорт: 26, 108, 285
- Автобусни линии от нощния транспорт: N2

### Трамвайни линии
Метростанция „Бели Дунав“ се обслужва от 1 трамвайна линия:
- Трамвайни линии: 6